# Jaroslav Ježek (compositeur)
Pour les articles homonymes, voir Ježek.
Jaroslav Ježek, né le 25 septembre 1906 à Prague et mort le 1er janvier 1942 à New York, est un compositeur tchécoslovaque, également pianiste et chef d'orchestre.

## Biographie
Issu d'une famille de tailleurs, Ježek est né à Prague, capitale de la Bohême austro-hongroise, dans le quartier de Žižkov. Dès son plus jeune âge, sa santé est fragile : il est atteint d'un glaucome à l'œil droit, partiel à l'œil gauche, et la scarlatine le laisse presque sourd à l'âge de trois ans.
Il étudie la composition au conservatoire de Prague auprès de Karel Boleslav Jirák de 1924 à 1927 puis à l'école de composition avec Josef Suk (1927-1930) et  brièvement avec Alois Hába (1927-1928). Ježek rencontre les dramaturges et comédiens Jan Werich et Jiří Voskovec (alias George Voskovec), les dirigeants du Théâtre libéré de Prague et en devient le principal compositeur et chef d'orchestre. De 1928 à 1938, il compose des musiques de scène, chansons, danses et ballets pour les pièces de théâtre comiques et satiriques de Voskovec et Werich. En 1934, il est devenu membre du groupe tchèque des surréalistes.
Forcés de quitter la Tchécoslovaquie après l'invasion nazie, Ježek, Voskovec et Werich s'exilent à New York. Il y travaille comme professeur de piano et chef de chœur et continue à travailler avec Voskovec et Werich. Le 1er janvier 1942, Ježek meurt d'une maladie rénale chronique à New York, deux jours après son mariage avec Frances Bečáková.
Il a collaboré avec de nombreuses avant-garde des artistes de la Tchécoslovaquie d'avant-guerre, tels que Vítězslav Nezval et Emil František Burian.

## Musique
Sa musique est généralement divisée en deux périodes.
Sa première période est composée de musique de chambre, influencée par Igor Stravinsky, le Groupe des Six ou encore Arnold Schönberg. Plus tard, il trouvera son expression propre, spécifique et moderne. Il est devenu un compositeur de jazz populaire dans la Tchécoslovaquie d'avant-guerre.